# Chr. Olesen
Chr. Olesen A/S er en dansk verdensomspændende distributør af ingredienser, som vitaminer, aminosyrer, mineraler og antioxider, til dyrefoder-, fødevare- og medicinalindustrien.
Chr. Olesen Synthesis er virksomhedens produktionsarm, der er specialiseret i udvikling, fremstilling og registrering af kemisk aktive farmaceutiske ingredienser.

## Historie
Virksomheden sporer sin historie tilbage til 1885, da Christian Olesen åbnede en butik i Vendsyssel. Selskabet flyttede senere til København, hvor den nu er placeret på Jægersborg Allé 164 i Gentofte. Den drives nu af den 4. generation af familien.
I 2010 udgjorde ingredienser til foder 67% af indtægterne, mens fødevareindustrien tegnede sig for 13%.

## Ekstern henvisning
- Officiel hjemmeside
- Chr. Olesen A/S i Det Centrale Virksomhedsregister (CVR)
- Chr. Olesen Pharmaceuticals A/S i Det Centrale Virksomhedsregister (CVR)
- Chr. Olesen Synthesis A/S i Det Centrale Virksomhedsregister (CVR)

|  | Denne artikel om en virksomhed kan blive bedre, hvis der indsættes et (bedre) billede. Du kan hjælpe ved at afsøge Wikimedia Commons for et passende billede eller lægge et op på Wikimedia Commons med en af de tilladte licenser og indsætte det i artiklen. |

55°45′46.2″N 12°32′11.9″Ø / 55.762833°N 12.536639°Ø